# Saint-Marcan
Saint-Marcan é uma comuna francesa na região administrativa da Bretanha, no departamento de Ille-et-Vilaine. Estende-se por uma área de 7,68 km². Em 2010 a comuna tinha 451 habitantes (densidade: 58,7 hab./km²).